# Öland (1681)
Öland var ett svenskt linjeskepp, som byggdes under ledning av skeppsbyggmästare Gunnar Roth på Kalmar amiralitetsvarv och sjösattes 1681. Hon deltog i expeditionen mot Danmark 1700. Skeppet var bestyckat med 56 kanoner: (16 st 18-punds, 4 st 12-punds, 20 st 8-punds och 16 st 3-punds).

## I tjänst
Öland är berömt från slaget vid Orford Ness den 28 juli 1704 (svenska kalendern) när det seglade under befälet Gustaf von Psilander. Det eskorterade en konvoj på omkring fjorton svenska handelsskepp när det attackerades av en engelsk sjöstyrka på åtta skepp och en fregatt förd av kommendör Whetstone.

## Förlisningen
Skeppet erövrades och hölls kvar i London, men besättningen och von Psilander frigavs tre månader senare och fick avsegla hem. Öland förliste dock vid Skagen efter grundstötning då hon var på väg hem i januari 1705 och ligger nu kvar på platsen som vrak.